# Берейтару
Берейтару (рум. Bărăitaru) — село у повіті Прахова в Румунії. Входить до складу комуни Дрегенешть.
Село розташоване на відстані 51 км на північний схід від Бухареста, 26 км на схід від Плоєшті, 146 км на південний захід від Галаца, 105 км на південний схід від Брашова.

## Населення
За даними перепису населення 2002 року у селі проживали 943 особи, усі — румуни. Усі жителі села рідною мовою назвали румунську.